# Toxicocalamus pachysomus
Espèce
Toxicocalamus pachysomus est une espèce de serpents de la famille des Elapidae.

## Répartition
Cette espèce est endémique de Papouasie-Nouvelle-Guinée. Elle se rencontre dans les Cloudy Mountains dans la province de Milne Bay.

## Publication originale
- Kraus, 2009 : New Species of Toxicocalamus (Squamata: Elapidae) from Papua New Guinea. Herpetologica, vol. 65, n. 4, p. 460-467.